# 2013년 북대서양 허리케인
2013년 북대서양 허리케인(2013 Atlantic hurricane season)은 2013년에 북대서양에서 발생한 허리케인들을 기록한 문서이다. 북대서양 허리케인은 주로 6월 1일과 11월 30일 사이에 발생하나, 연중 어느 때나 발생할 수 있다. 6월 5일 제1호 열대폭풍 앤드리아의 발생을 시작으로, 한 해동안 14개의 열대저기압, 13개의 열대폭풍 및 1개의 아열대폭풍, 2개의 허리케인이 발생하였다. 이 해에는 드물게도 메이저 허리케인으로 발달한 허리케인이 없다.

## 통계

### 월별 허리케인 발생 개수
| -                                      | 1월   | 2월   | 3월   | 4월     | 5월       | 6월       | 7월       | 8월       | 9월       | 10월      | 11월      | 12월      |
| -------------------------------------- | ----- | ----- | ----- | ------- | --------- | --------- | --------- | --------- | --------- | --------- | --------- | --------- |
| 2012년                                 | 0 (0) | 0 (0) | 0 (0) | 0 (0)   | 0 (0)     | 2 (2)     | 2 (4)     | 2 (6)     | 4 (10)    | 2 (12)    | 1 (13)    | 1 (14)    |
| 162년 평균 1851년~2012년               | 0 (0) | 0 (0) | 0 (0) | 0 (0.0) | 0.1 (0.1) | 0.5 (0.6) | 0.7 (1.3) | 2.3 (3.6) | 3.5 (7.1) | 2.0 (9.1) | 0.5 (9.6) | 0.1 (9.7) |
| - 괄호 안의 숫자는 누적 열대폭풍 수임. |       |       |       |         |           |           |           |           |           |           |           |           |

- 162년 평균으로 1년 동안 열대폭풍 발생 개수가 9.7개인데 비해, 2013년에는 1년 동안 14개가 발생하여 평균보다 다소 높은 수치를 기록하였다. 2012년 기록인 19개보다는 적은 개수의 열대폭풍이 발생하였다.
- 162년 평균 기록에서는 3.5개로 9월에 열대폭풍 발생이 가장 잦다. 2013년에도 9월에 4개가 발생하여 열대폭풍 발생이 가장 많은 달이 되었다.

### 특징
폭풍누적에너지(ACE, Accumulated Cyclone Energy)는 약 34.6 (아열대폭풍 기간을 제외하면 약 32.3)로, 30년 평균보다 67% 낮은 수치를 기록하였다. 이 수치는 1994년 이후 최저이다. 이는 발생한 허리케인들이 비교적 약했고, 또한 짧게 활동했음을 시사한다. 그 중 약 1/4을 허리케인 움베르토 (아열대폭풍 기간 포함 8.9375, 제외 8.495)가 차지했다.
- 열대폭풍 섄탈은 열대 해상 (북위 20도 남쪽)에서 가장 빠르게 (28 노트; 52 km/h) 진행한 열대폭풍으로 기록되었다.
- 허리케인 잉그리드는 동태평양 허리케인 마뉴엘과 같이 각각 멕시코 동부와 서부에 큰 피해를 입혔다.
- 2013년에는 1994년 이후 처음으로 메이저 허리케인이 발생하지 않았다. 또한 1968년 이후 처음으로 2등급 허리케인이 발생하지 않았다.
- 미국 해양 대기청 (NOAA)과 허리케인 헌터들은 적어도 1966년 이후 가장 적게 (45개 임무) 정찰 비행 임무를 수행했다. 수행 기간도 435시간으로 1966년 이후 가장 짧았다.

### 은퇴한 이름
2013년 이름 중에서 잉그리드(Ingrid)가 2013년을 마지막으로 영구제명되었다. 2019년 이후부터는 "이멜다(Imelda)"가 쓰일 예정이다.

## 활동한 허리케인

### 제1호 열대폭풍 앤드리아
6월 초, 미국 국립 허리케인 센터는 카리브 해 북서쪽에 위치한 열대 요란을 주시하기 시작했다. 강한 윈드 시어에도 불구하고 북진하면서 점차 발달하기 시작했다. 6월 5일 이 저기압에 닫힌 순환이 발견되자, 오후 10시 (UTC) 탬파 남서쪽 약 500 km 부근 해상에 위치한 저기압을 열대폭풍 앤드리아(Andrea)로 지정하고 허리케인 정보를 발표하기 시작했다. 겨우 적합한 주변 환경 속에서 예상보다 빨리 발달하여 6월 6일 최대풍속 55 kt를 기록하며 최성기를 맞이하였다. 같은 세기로 플로리다주 딕시(Dixie) 군에 상륙하였다. 상륙한 이후 앤드리아는 급격히 약화되었고 온대저기압화되기 시작하였다. 6월 7일 오후 9시, 미국 국립 허리케인 센터는 앤드리아가 온대저기압으로 변질되었다고 발표했다. 그리고 6월 8일 오후 3시 앤드리아의 영향권이 미국에서 벗어나면서 마지막 허리케인 정보를 발표했다. 6월 10일 이후에는 캐나다 해역에서 벗어났다.

### 제2호 열대폭풍 배리
열대폭풍 배리는 6월 8일 아프리카 서쪽 해상에 진출한 열대 파동으로부터 시작되었다. 며칠동안 빠르게 서진하면서, 6월 15일 오전 카리브 해 남서부에 진입했다. 이후 이 열대 파동의 축을 따라 대류가 강하게 형성되기 시작했고, 저녁이 되자 약한 저기압이 파나마 북쪽에서 발생하였다. 저기압은 처음에는 서북서진하였으나, 6월 16일 북서쪽으로 방향을 틀었고, 오후 3시 (UTC)에 니카라과 북동부에 상륙하였다. 육지와의 상호작용에도 불구하고, 저기압은 계속해서 발달하였고 대류 밴드(convective bands)가 바다와 접촉한 북쪽 반원 뿐만 아니라 순환의 중심에도 발달하였다. 이 저기압의 중심은 6월 17일 카리브 해 북서부로 진출하였고, 결국 그 날 낮 12시 온두라스 라 세이바(La Ceiba) 북북서쪽 약 20해리(40 km) 부근 해상에서 제2호 열대저기압이 발생하였다. 열대저기압은 계속해서 서북서진하였고, 6월 17일 오후 10시 벨리즈 빅크리크(Big Creek)에 상륙하였다. 상륙한 직후 열대저기압은 약화되기 시작하였으나, 18시간 후 해상으로 다시 진출했을 때 배리의 순환이 수축하고 더 발달하여 6월 19일 낮 12시 열대폭풍 배리(Barry)로 발달하였다. 열대폭풍으로 발달하고 얼마 안 되어 배리는 미국 남부에 위치한 강한 고기압 마루의 영향으로 서쪽으로 방향을 틀었다. 열대폭풍 배리는 이 방향으로 계속 진행하다가 6월 20일 오전 11시 15분 40노트의 풍속으로 멕시코 베라크루스주 라구나 라 만차 부근에 상륙하였다. 동부 시에라마드레 산맥을 통과하면서 풍속이 낮아졌고, 오후 6시 열대저기압으로 약화된 이후 다음날 푸에블라주에서 소멸하였다.
배리가 중앙아메리카를 통과하면서 엘살바도르에서 2명, 멕시코에서 3명, 총 5명이 직접적으로 사망하였다.

### 제3호 열대폭풍 섄탈
매든-줄리안 진동이 활성화된 시기였던 7월 4일, 대진폭의 열대 파동이 활발한 대류를 동반한 채 아프리카 서쪽 해상에 진출하였다. 북위 10도 남쪽의 대류는 해상에 진출했음에도 소멸되지 않았고 7월 5일 오전 카보베르데 남쪽에 작지만 뚜렷한 중층 저기압 순환을 발생시켰다. 이 저기압 순환이 기압골로 발달한 이후인 7월 6일, 대기 켈빈파가 이 기압골을 통과하여 열대 저기압 발생에 적합한 환경을 만들었다. 7월 7일 낮 12시, 스케터로미터 정보를 통해 이 기압골에 닫힌 순환이 만들어지고 폭풍 세기의 풍속을 발생시키고 있음이 확인되어, 이 기압골을 제3호 열대폭풍 섄탈(Chantal)로 지정하였다. 섄탈의 빠른 진행은 중대서양에 위치한 강한 아열대성 기압마루의 영향으로 계속되었다. 윈드 시어는 강하지 않아, 섄탈은 점차 발달하였다. 7월 8일 오후와 7월 9일 오전에 걸쳐 소안틸레스 제도에 접근하면서, 섄탈은 계속해서 하중층 동풍 지향류의 영향으로 빠르게 이동했다. 하층의 상대적으로 강한 바람은 섄탈을 윈드 시어에 노출시켰고, 섄탈은 발달을 멈추는 듯 했다. 그러나 위성 사진으로 관측한 것과 달리 같은 날 낮 12시 풍속이 55노트에 이르며 최성기를 맞이하였다. 한편 섄탈은 시속 55 킬로미터의 속도로 서진하면서 계속 약화되었다. 심지어 7월 10일 오전 0시에서 오전 6시 사이에 섄탈을 조사하던 허리케인 헌터는 순환 중심을 발견하지 못했다. 이는 순환의 규모가 작고 예상보다 빠르게 서진하고 있었기 때문인 것으로 분석된다. 하층 순환 중심의 북쪽과 동쪽에 위치했던 활발한 대류는 이 시간동안 약화되었으나 낮 12시 이전에 다시 발달하였다. 그 날 아침 섄탈에 들어간 허리케인 헌터는 산토도밍고 남남서쪽 약 145해리 부근 해상에서 하층 순환 중심을 발견하였다. 그러나 구름 패턴은 점차 약화되었고, 같은 날 파동으로 약화되었다. 섄탈로부터 남은 중층 저기압은 쿠바 동부에서 북서진하기 시작했고, 7월 12일 오전 바하마 북부에 도달하였다. 이 저기압은 7월 13일 바하마의 북동쪽에서부터 추적할 수 없게 되었다.

### 제4호 열대폭풍 도리안
열대폭풍 도리안은 7월 22일 아프리카 서부 해상에 진출한 강한 열대 파동으로부터 발생하였다. 진출했을 당시 이미 저기압을 동반하고 있었는데, 다음 날 그 저기압이 카보베르데 남남동쪽에서 발달하였다. 동시에 저기압 중심을 기준으로 남쪽과 남서쪽 부분의 대류가 발달하여, 7월 23일 오후 6시 카보베르데 남쪽 150해리 (280 km) 부근 해상에서 제4호 열대저기압으로 지정되었다. 발생 이후에도 중심 주변의 대류가 활발해졌고 이는 곧 12시간 후 열대폭풍 도리안(Dorian)으로 발달하게 되는 계기가 되었다. 도리안은 대서양 중부와 동부에 위치하던 기압마루의 남쪽에서 15 ~ 20 kt (초속 8 ~ 10 m)의 속도로 서북서진하였다. 열대폭풍 도리안은 낮은 윈드 시어와 약 26도의 수온의 도움으로 7월 25일 오전 6시 최대 풍속 50 kt까지 발달할 수 있었다. 그러나 최성기를 맞이한 직후, 도리안은 건조한 공기와 낮은 수온의 영향을 받아 약간 약화되었다. 다음날 수온이 높은 구역을 지나기는 했으나, 중층의 건조한 공기의 유입과 강한 하중층 동풍 지향류로 인해 발생한 약간 높은 윈드 시어가 존재했기 때문에 활발한 대류가 약화되었고 조직도 흐트러졌다. 다음 날인 7월 27일 오후 6시, 리워드 제도 북동부 동쪽 약 500 해리 (925 km) 부근 해상에서 도리안은 기압골로 약화되었다. 이후 며칠동안, 이 기압골은 서서히 약화되면서 서-서북서진하여 리워드 제도와 푸에르토리코의 북쪽 해상을 통과하였다. 8월 1일, 바하마 중부를 통과하고 있을 당시, 하층 기압마루의 서쪽에 도달하여 북서쪽으로 방향을 틀었다. 다음날 새벽, 이 기압골은 북진하여 플로리다주 남동부와 바하마 북서부를 통과하였고, 낮 12시에 이르자 다시 저기압이 발생하였다. 저기압은 서서히 발달하여 6시간 만에 바하마 프리포트(Freeport) 북서쪽 약 65 해리 (120 km) 부근 해상에서 열대저기압으로 다시 지정되었다. 도리안이 다시 북진하기 시작하면서 약간 발달했으나, 이후 강한 상층의 바람이 대류를 하층 중심에서 떨어뜨려 8월 3일 오후 6시 저기압으로 다시 약화되었다. 8월 4일 오전 6시 직후 노스캐롤라이나주 연안에 위치한 전선 기압골에 흡수되어 소멸되었다.

### 제5호 열대폭풍 에린
열대폭풍 에린은 8월 13일 아프리카 서부 해상에 진출한 열대 파동으로부터 시작되었다. 진출했을 당시에는 동반된 하층 순환이 다소 늘어져 있었으나, 다음날 점차 발달하여 미국 국립 허리케인 센터는 8월 15일 자정 발달된 중심과 충분한 대류를 근거로 카보베르데 프라이아 남쪽 약 60 해리 (110 km) 부근 해상에 위치한 이 저기압을 제5호 열대저기압으로 지정하였다. 강한 대류가 중심 주변으로 모여들어 6시간 후에 열대폭풍 에린(Erin)으로 발달하였다. 그러나 열대폭풍으로 지정된 다음에 곧 대류가 약화되었고, 그 결과 8월 16일 오전에는 약간의 소나기성 구름만 남아있었다. 이는 건조한 공기가 순환에 깊이 침투했기 때문인 것으로 분석되었다. 이 때 에린은 아열대 기압마루의 남쪽에서 서북서진하고 있었다. 강한 대류가 같은 날 오후 돌아왔고, 8월 17일 최대 풍속 40 kt로 최성기를 맞이하였다. 그 즈음에 에린은 북서진하기 시작했다. 같은 날, 남서풍 윈드 시어가 에린에 영향을 줘, 대류가 북쪽과 북동쪽으로 치우치게 되었다. 윈드 시어는 서서히 증가하였고, 결국 8월 18일 오전 6시 에린이 저기압으로 약화되게 만들었다. 저기압은 무역풍의 흐름을 따라 서진하였고, 8월 20일 자정 이전에 기압골로 약화되었다. 이 기압골은 며칠 후 리워드 제도 북부에서 소멸되었다.

### 제6호 열대폭풍 페르난드
페르난드의 발생에는 두 개의 열대 파동이 기여하였다. 첫 번째 열대 파동은 8월 10일 아프리카 동부 해상에 진출하여 8월 14일 대서양 중부에 도달하였고, 두 번째는 8월 13일에 해상에 진출하여 열대폭풍 에린을 발생시켰다. 이 파동들은 소용돌이 중심이 수증기와 분리되어 있어서 며칠동안 추적하기 어려웠으나, 8월 19일에서 20일 소안틸레스 제도의 바로 동쪽에서 하나의 열대 요란이 발생하였고, 발달하였다. 이 열대 요란은 8월 24일 유카탄 반도에 이르렀다. 반도를 통과하여 캄페체 만에 진출한 이후 빠르게 발달하였고, 8월 25일 정오 멕시코 코아트사코알코스 북북동쪽 약 35 해리 (65 km) 부근 해상에서 제6호 열대저기압이 발생하였다. 6시간 만에 이 열대저기압은 풍속 45 kt의 열대폭풍으로 발달하였다. 발달은 8월 26일 오전 4시 45분 멕시코 셈포알라(Zempoala)에 상륙할 때까지 지속되었다. 페르난드는 다시 열대저기압으로 약화되었고, 결국 같은 날 오후 6시 직후에 소멸하였다.
베라크루스주 시장에 의하면, 페르난드의 강수로 발생한 산사태로 인해 13명이 사망하였다. 또한, 19개 지방이 피해를 입었는데, 특히 와하카주는 도로의 10%가 침수 피해를 입었다.

### 제7호 열대폭풍 가브리엘
8월 24일 약한 저기압을 동반한 열대 파동이 아프리카 서부 해상에 진출하였고, 8월 31일에는 더 작은 저기압이 추가로 발생하였다. 9월 1일 저기압은 파동으로부터 분리되어 발달하기 시작했으나, 활발한 대류가 없었다. 이 저기압은 이후 이틀동안 매우 느리게 서북서진하였는데, 그 이후 다른 열대 파동이 저기압에 도달하여 대류를 활발하게 하였다. 그 결과, 9월 4일 오후 6시에 제7호 열대저기압이 발생하였다.
제7호 열대저기압에는 활발한 대류가 발생하기 시작했으나, 하층과 중층의 중심이 분리돠어 열대 요란으로 약화되었다. 이 요란은 곧 북진하였고, 이어서 3~4일 동안 비교적 강한 중상층 저기압의 전면에서 북동쪽으로 이동하기 시작했다. 이 기간동안 열대 요란은 닫힌 순환을 여러 번 형성할 뻔했으나, 지속되는 남서풍 시어가 이를 방해하였다. 9월 9일에는 윈드 시어가 약화되어 이 요란에 다시 표층 순환이 발생하여 9월 10일 자정 버뮤다 남쪽 약 300 해리 (555 km) 부근 해상에서 열대저기압으로 다시 지정되었다. 6시간 후 열대폭풍 가브리엘(Gabrielle)로 발달하였다. 가브리엘은 버뮤다를 향해 북진하면서 발달하였고, 결국 같은 날 낮 12시에 최대 풍속 55 kt, 최저 기압 1003 hPa로 최성기를 맞이하였다. 가브리엘은 24시간 동안 중상층 저기압을 따라 북서진하여 9월 11일 오전 1시 버뮤다에서 20 해리 (35 km) 떨어진 지점을 통과하였다. 이후 가브리엘은 북북동진하여 강한 시어와 만나게 되었고, 결국 9월 13일 오후 6시 표층 순환이 소멸되었다. 폭풍 수준의 바람은 조금 더 지속되었으나, 같은 날 한랭 전선에 흡수되어 완전히 소멸하였다.
버뮤다는 가브리엘의 간접적 영향을 받았으나, 주로 바람으로 인한 피해만 발생하였다.

### 제8호 열대저기압
제8호 열대저기압은 8월 23일 아프리카 서부 해상에 진출한 열대 파동으로부터 발생하였다. 이 파동은 8월 29일 소안틸레스 제도에 도달하였는데, 그 당시에는 발달되어 있지 않았다. 그러나 9월 1일이 되자, 파동 주변의 대류가 활발해졌고, 9월 2일 카리브 해 북서부에 위치해 있으면서 더 활발해졌다. 이 열대 파동은 다음 날 유카탄 반도를 통과하여 9월 4일 캄페체 만에 진입했다. 9월 5일이 되자, 멕시코 베라크루스 주에서 수 백 km 떨어진 곳에 약한 저기압이 발생하였다. 그러나 허리케인 헌터는 발달된 순환 중심을 발견하지 못했다. 9월 6일 오전, 대류가 더욱 활발해져, 같은 날 정오 이 저기압은 탐피코 동북동쪽 약 25 해리 (45 km) 부근 해상에서 제8호 열대저기압으로 지정되었다. 이후 몇 시간 동안 제8호 열대저기압은 미국 중서부에 위치한 거대한 고기압의 영향으로 서남서진하여 같은 날 오후 6시 탐피코에 상륙하였다. 열대저기압은 계속하여 남서진하면서 9월 7일 오전 6시에 저기압으로 약화되었다. 그리고 얼마 되지 않았을 때 멕시코 시티 북북서쪽에서 소멸하였다.

### 제9호 허리케인 움베르토
허리케인 움베르토는 9월 7일 아프리카 해상에 진출한 열대 파동으로부터 발생하였다. 해상에 진출하자마자 닫힌 순환을 형성하고 있어서, 다음 날 오후 6시 세네갈 다카르 서남서쪽 약 195 해리 (360 km) 부근 해상에서 제9호 열대저기압이 발생하였다. 약 10 노트 (19 km/h)로 서진하면서 9월 9일 오전 6시 카보베르다 프라이아 남동쪽 약 125 해리 (230 km) 부근 해상에서 열대폭풍 움베르토(Humberto)로 발달하였다. 다음날 움베르토는 28℃ 이상의 표층 수온, 약한 북동풍 윈드 시어와 습한 환경 속에서 서서히 발달하였다. 같은 날, 발달하는 중층 기압골에 반응하여 발달을 잠시 멈추고 방향을 북서쪽, 그리고 북쪽으로 틀었다. 9월 11일 오전, 움베르토는 급격히 발달하기 시작하여 낮 12시, 프라이아 서북서쪽 약 320 해리 (595 km) 부근 해상에서 2013년 북대서양 첫번째 허리케인으로 발달하였고, 오후 6시에 최대 풍속 80 노트의 세력으로 최성기를 맞이하였다. 이 세력을 약 12시간 유지하면서 작은 눈이 관측되었다. 그러나 9월 12일이 지나고 9월 13일이 되자, 강해지는 남서풍 수직 시어, 낮은 수온, 그리고 건조하면서 안정한 대기의 복합적인 영향으로 움베르토는 약화되기 시작했다. 그 날 낮 12시에는 열대폭풍으로 약화되었고, 활발한 대류가 관측되지 않아 9월 14일 자정에는 더 이상 열대 저기압이 아니었다. 한편 그 당시 아조레스 고기압 남쪽에 위치하여 주로 서북서진하고 있었다. 그런데 9월 14일 저녁, 대류가 다시 활발해지기 시작했고, 강한 서풍 시어의 영향을 받고 있었음에도 9월 15일 자정 아소르스 폰타델가다 남서쪽 약 950 해리 (1760 km) 부근 해상에서 결국 다시 열대폭풍으로 발달하였다. 강한 시어로 인해 눈에 띄는 발달은 일어나지 않았다. 9월 16일 저녁과 9월 17일 오전에 걸쳐 움베르토는 접근하는 중상층 저기압과 상호작용하기 시작하여 정체하였다. 이 중상층 저기압이 움베르토의 하층 순환 위로 이동하여, 그 날 정오 움베르토는 아열대폭풍으로 바뀌었다. 아열대폭풍은 움베르토는 18일 점차 약화되어 아열대저기압으로 약화되었고, 9월 19일 낮 12시 기압골로 약화되었으며, 그 이후 접근하는 한랭 전선과 합쳐졌다.

### 제10호 허리케인 잉그리드
허리케인 잉그리드는 복잡한 과정을 통해 발생하였다. 8월 28일 한 열대 파동이 아프리카 서부 해상을 통과하였는데, 9월 1일까지 뚜렷하게 발달하지 않았으나, 9월 2일 파동 축의 북쪽 끝에 구름이 발달하였으나 이는 열대폭풍 가브리엘에 흡수되었다. 파동의 남쪽 부분은 계속 서진하였고, 큰 하층 지향류가 있는 지역에 진입하였다. 이 지향류와 파동은 상호작용하여 두 개의 열대요란을 발생시켰다. 태평양 쪽의 열대 요란은 허리케인 마뉴엘이 되었다. 한편 두 번째 열대 요란은 9월 9일 발생하였는데, 9월 11일 이 열대 요란에 저기압이 발생하였다. 이 저기압은 발달할 조짐을 보였으나, 유카탄 반도를 통과하기 전 열대 저기압으로 발달하지 못했다. 한편 9월 12일 오전 캄페체 만에 진입하였는데, 그 이후 이 저기압은 발달하여 오후 6시 베라크루스 동북동쪽 약 150 해리 (280 km) 부근 해상에서 제10호 열대저기압으로 지정되었다. 이 열대저기압은 원래 서진하였으나, 9월 13일 열대폭풍 잉그리드(Ingrid)로 발달하면서 서남서쪽으로 방향을 틀었다. 같은 날 급격히 방향을 틀어 동북동진하기 시작했다. 9월 14일 멕시코 북동부에 위치한 중상층 기압골과 하중층 기압마루의 복합적인 영향으로 잉그리드는 북북동진, 그리고 북진을 하게 되었다. 비록 이 기압골과 마뉴엘의 상층 유출로 서풍 수직 시어가 발생하였으나, 잉그리드는 같은 날 허리케인으로 발달하였다. 9월 15일 오전 멕시코 라페스카(La Pesca) 남동쪽 약 215 해리 (400 km) 부근 해상에서 최대 풍속 75 노트로 최성기를 맞이하였다. 그때 다시 방향을 틀어 북서진하기 시작했고 이는 하룻동안 지속되었다. 9월 16일 미국 텍사스 주에 위치한 중층 기압마루에 의해 잉그리드는 서북서진하기 시작했으며, 강해지는 윈드 시어로 잉그리드는 열대폭풍으로 약화되었다. 같은 날 오전 11시 15분 라페스카 남쪽에 상륙했을 때, 잉그리드는 풍속 55 노트의 바람을 동반하고 있었다. 상륙 후 잉그리드는 서진하여 다음 날 소멸하였다.
허리케인 잉그리드는 허리케인 마뉴엘과 같이 큰 피해를 발생시켰다. 그 중 잉그리드로 인한 직·간접 사망자는 23명, 재산 피해는 약 2억 3천만 달러인 것으로 집계되었다.

### 제11호 열대폭풍 제리
열대폭풍 제리는 9월 24일 아프리카 서부 해상에서 진출한 열대 파동으로부터 발생하였다. 이 파동은 이틀 동안 서진하였고 이어서 9월 26일에는 한 중상층 저기압과 상호 작용하기 시작했다. 이 저기압은 파동이 남북으로 분리되게 하였다. 북쪽 부분은 표층 기압골로 바뀌어 북서진하였고, 남쪽 부분은 계속하여 서진하여 10월 12일 동태평양 열대폭풍 옥타브의 발생에 기여하였다. 한편 이 북쪽 부분에는 곧 중층 순환 중심이 형성되었다. 9월 27일, 북북서쪽으로 방향을 틀면서 대류가 활발해졌고, 이어서 9월 28일 자정에 발달된 표층 저기압이 리워드 제도 동북동쪽 약 700 해리 (1295 km) 부근 해상에서 발생하였다. 이후 대류는 더욱 활발해졌고, 결국 9월 29일 자정 리워드 제도 동북동쪽 약 790 해리 (1465 km) 부근 해상에서 이 저기압은 제11호 열대저기압으로 지정되었다.
제11호 열대저기압은 같은 날 아조레스 기압마루의 서쪽 가장자리를 따라 북쪽, 그리고 북북동쪽으로 방향을 틀었다. 수직 윈드 시어가 낮았고 표층 수온이 약 28도로 비교적 높았으나, 중층의 건조한 공기가 대류 내부의 발달을 저지했다. 그래서 9월 30일 오전 6시가 돼서야 열대폭풍 제리로 발달하였다. 활발한 대류가 그 무렵 발생하기 시작했고, 그리하여 18시간 후 풍속 45 노트로 최성기를 맞이하였다. 그러나 얼마 안 있은 후 상층의 북서풍의 영향으로 제리는 약화되는 경향을 보였다. 한편 제리의 북쪽과 동쪽에 위치한 큰 저지 기압마루가 제리의 북동진을 방해하면서 10월 1일과 2일 사이에 제리의 이동 속도가 5 노트 (9 km/h) 미만으로 느려졌다. 이 느린 이동 속도와 약 27도의 표층 수온, 그리고 강한 윈드 시어에 의해 제리의 대류 활동이 약화되었다. 열대폭풍 제리는 10월 3일 오후 6시가 되자 대류 활동이 중단되었고, 이로써 아소르스 제도 중부 남서쪽 약 670 해리 (1240 km) 부근 해상에서 제리는 저기압으로 약화되었다. 이 저기압은 10월 6일 오전 더 큰 온대 저기압과 합쳐져 소멸하였다.

### 제12호 열대폭풍 카렌
9월 16일 아프리카 서부 해상에 진출한 열대 파동은 9월 25일 카리브 해에 도착하였고, 9월 27일 카리브 해 서부에서 상층 기압골을 맞이하였다. 그래서 뇌우와 소나기가 활발해졌고, 9월 28일 자메이카 남동쪽에서 약한 기압골이 발생하였다. 이 표층 기압골은 계속하여 서진하면서 유카탄 반도에 접근하였다. 그런데 비록 서풍의 수직 윈드 시어가 열대 저기압의 발생을 저지하고 있었지만, 이 기압골은 꾸준히 발달하여 폭풍 수준의 바람이 10월 2일 기압골의 동쪽에 발달하였다. 이 요란의 구름 패턴이 발달하여 멕시코 칸쿤에서 북쪽으로 약 30 해리 (55 km) 떨어진 곳에서 열대폭풍 카렌(Karen)이 발생하였다. 카렌은 10월 3일 오전 유카탄 반도의 북동쪽 끝을 통과하였고, 플로리다 반도에 위치한 하중층 기압마루의 서쪽 가장자리를 따라 북서쪽, 그리고 북북서쪽으로 방향을 틀었다. 같은 날 정오에 구름 패턴이 가장 발달하였고, 이후에는 대류가 동쪽으로 치우치게 되면서 구조가 쇠퇴하였다. 그러나, 카렌은 계속해서 발달하였고, 결국 오후 6시에 풍속 55 노트, 최저 기압 998 hPa로 최성기를 맞이하였다. 카리브 해 북서부에 위치한 상층 고기압의 북쪽에서 발생한 서풍 시어와 더불어 건조한 공기의 유입으로 인해 카렌은 10월 4일 오전부터 약화되기 시작하였다. 구름 패턴은 더욱 쇠퇴하였고, 결국 약간의 활발한 대류만 하층 중심 주변에 발생하였다. 카렌은 4일에서 5일 느린 속도로 진행했는데, 중상층 기압골이 미국 중서부로부터 파고들기 시작해 서풍 윈드 시어가 더욱 증가하였다. 그 결과, 하층 중심과 주변 대류와의 분리가 빠르게 진행되었다. 카렌은 계속하여 약화되어 결국 10월 6일 미국 뉴올리언스 남서쪽 약 140 해리 (260 km) 부근 해상에서 열대저기압으로 약화되었다. 카렌은 같은 날 정오에 기압골로 약화되어 이후 대서양 서부에 진입했다.

### 제13호 열대폭풍 로렌조
열대폭풍 로렌조는 10월 11일 아프리카 서부 해상에 진출한 열대 파동의 북쪽 부분으로부터 발생하였다. 10월 15일 대서양 중부에 이르자, 소안틸레스 제도 동쪽에 위치한 중상층 기압골을 맞이하였다. 이는 열대 파동의 북쪽 부분의 대류의 증가로 이어졌다. 이후 며칠 동안 남쪽 부분이 계속 서진하면서, 북쪽 부분과 관련된 약한 표층 기압골도 발생하였고 이는 대서양 중부에서 서서히 서북서진하였다. 이 표층 기압골은 다른 중상층 기압골과 상호 작용하면서 발달하기 시작했다. 이후 푸에르토리코 북쪽에서 중상층 기압골이 분리되면서 표층 기압골은 북서쪽으로 방향을 틀었다. 버뮤다 남동쪽 약 675 해리 (1250 km) 부근 해상에 위치하게 된 때 약한 표층 저기압이 발생하였다. 상층 저기압에 의해 발생한 상당한 남서 방향의 수직 시어에도 불구하고 10월 20일 저녁 대류가 활발해지기 시작했다. 다음 날 오전 표층 저기압은 더 발달하여 버뮤다 동남동쪽 약 540 해리 (1000 km) 부근 해상에서 제13호 열대저기압으로 지정되었다.
발생 당시 활동 중이었던 상층 저기압은 남서진하여 제13호 열대저기압으로부터 멀어지게 되면서, 열대저기압 주변의 수직 시어가 다소 약화되었다. 이로 인해 제13호 열대저기압은 열대폭풍 로렌조(Lorenzo)로 발달하면서 대서양 중부에 위치했던 중층 기압마루의 북서쪽을 따라 북북동진하기 시작했다. 10월 22일 오전 6시, 서풍 시어가 존재했음에도 불구하고 활발한 대류 구역이 중심에 발생했고, 이로써 로렌조가 발달하게 되었다. 로렌조는 6시간 후 중층에서 눈 구조를 보이기도 하면서 풍속 45 kt로 최성기를 맞이하였다. 그러나 이러한 발달에도 불구하고 서북서풍 시어가 로렌조에게 영향을 미치고 있어서 중층 중심이 하층 중심으로부터 동남동쪽으로 약간 분리되어 있었다. 최성기를 맞이한 당시 로렌조는 하층과 중층의 약한 서풍 지향류의 영향으로 동진하기 시작했다. 10월 23일 오전 상층의 강한 북풍이 로렌조 위에 위치하게 되어, 로렌조가 약화되기 시작하였다. 이 북풍으로 인한 윈드 시어가 날이 저물자 더욱 증가하였고 결국 이로 인해 활발한 대류가 중심으로부터 북서쪽에 치우치게 되었다. 로렌조는 10월 24일 자정 열대저기압으로 약화되었고, 12시간 후 저기압으로 약화되었다. 저기압 로렌조는 하층의 남서풍 지향류를 따라 대서양 중서부에 위치했던 한랭 전선을 향해 북동진하였다. 저기압은 계속해서 약화되었고, 결국 10월 26일 낮 12시 기압골로 약화되면서 소멸하였다.

### 제14호 열대폭풍 멜리사
11월 17일 자정, 대서양 중부 아열대 해상에 위치한 정체 전선에서 저기압이 발생하였다. 이 온대저기압은 느리게 북진하면서 상층 저기압을 동반한 채 점차 발달하였다. 11월 18일 오전 정체 전선이 소멸하였으나, 이 저기압의 중심과 그의 서쪽, 그리고 동쪽의 밴드에는 활발한 대류가 있었다. 그래서 같은 날 정오 버뮤다 동남동쪽 약 625 해리 (1130 km) 부근 해상에서 아열대폭풍 멜리사 (Melissa)로 지정되었다. 멜리사는 24시간 동안 북북서진하였고, 그동안 약간 발달하면서 11월 19일 풍속 55 노트로 1차 최성기를 맞이하였다. 같은 날, 뇌우 활동이 감소하여 11월 20일 자정에 풍속 45 노트의 아열대폭풍으로 약화되었다. 그러나 뇌우 활동은 몇 시간 후 다시 증가했으며, 온난핵(warm-core)을 갖게 되기도 했다. 그 결과, 11월 20일 오전 6시, 버뮤다 동북동쪽 약 675 해리 (1250 km) 부근 해상에서 열대폭풍으로 발달하였다. 열대폭풍 멜리사는 빠르게 동북동진하면서 11월 21일 낮 12시 풍속 55 노트로 2차 최성기를 맞이하였다. 그러나 그 이후에는 낮은 표층 수온의 영향으로 멜리사의 활발한 대류는 대부분 소멸하였고, 결국 11월 22일 자정 멜리사는 저기압으로 약화되었다. 그 당시까지는 폭풍 수준의 바람을 동반했던 이 저기압은 다른 저기압에 흡수되어 같은 날 정오 온대저기압으로 변질되었고, 이 온대저기압은 11월 23일 오전 6시 이후 포르투갈 서부 해안에서 약 350 해리 (650 km) 떨어진 곳에서 기압골로 약화되어 소멸하였다.

### 제15호 아열대폭풍
12월 초 발생한 상층 기압골이 12월 3일 오후 6시 온대성 표층 저기압으로 발달하였다. 이 저기압은 이미 폭풍 수준의 바람을 동반하고 있었다. 이후 하룻동안 저지고기압이 서진하면서 한 바퀴를 돌았다. 비교적 활발한 대류가 순환 중심 주변에 발생하기 시작하였고, 표층 수온이 22도로 매우 낮았음에도 윈드 시어가 낮아 최대 풍속 반경이 어느 정도 줄어들었다. 12월 5일 자정, 전선을 더 이상 동반하지 않았고 대류가 활발해졌지만, 아직 상층 저기압을 동반하고 있던 이 저기압은 제15호 아열대폭풍으로 지정되었다. 같은 날 제15호 아열대폭풍은 북쪽, 그리고 북북서쪽으로 방향을 틀었다. 이 때 중상층 저기압이 아열대폭풍의 서쪽에 위치하게 되면서 최대 풍속 반경이 계속해서 줄어든 동시에 바람장의 크기도 수축하였다. 또한, 대류가 하층 중심 주변에 발생하고 있었고, 순환의 나머지 부분에는 밴드가 형성되고 있었다. 12월 6일 자정, 제15호 아열대폭풍은 중상층의 강한 서풍 지향류를 만나 급격히 동쪽으로 방향을 틀었다. 그 당시 구름 패턴은 비대칭형의 열대 저기압의 것과 비슷했다. 그러나 서풍의 수직 윈드 시어가 증가하게 되어 활발한 대류가 하층 순환과 분리되었다. 그리하여 결국 12월 7일 오전 6시 아소르스 제도 남쪽 약 90 해리 (165 km) 부근 해상에서 저기압으로 약화되었다. 이어서 같은 날 저녁 기압골로 약화되어 소멸하였다. 이 아열대폭풍이 허리케인이 됐다면 제15호 네스터가 되었을 것이다.

## 같이 보기
- 2013년 동태평양 허리케인
- 2013년 태풍
- 2013년 북인도양 사이클론